# موزه طارق رجب
موزه طارق رجب (انگلیسی: Tareq Rajab Museum) موزه‌ای در کشور کویت است که شامل مجموعه گسترده‌ای از آثار باستانی است که طی یک دوره پنجاه ساله از دهه ۱۹۵۰ جمع‌آوری شده‌اند. این موزه در دو مکان جداگانه در جابریه، کویت قرار دارد. موزه طارق رجب در سال ۱۹۸۰ و موزه خوشنویسی اسلامی طارق رجب در سال ۲۰۰۷ تأسیس شده است.
موزه طارق رجب شامل مجموعه‌هایی از نسخه‌های خطی و مینیاتورها، سرامیک‌ها، فلزکاری‌ها، شیشه، سلاح‌ها و زره‌ها و همچنین منسوجات، لباس‌ها و جواهرات است. مجموعه سرامیک‌های موزه بسیار بزرگ و جامع است و شامل اشیایی از دوران پیش از اسلام تا اوایل قرن بیستم و از سراسر جهان اسلام می‌شود. این موزه یکی از بهترین مجموعه‌های جواهرات نقره و همچنین مجموعه‌ای نفیس از جواهرات طلا را در خود جای داده است که بخش عمده‌ای از آن مربوط به دوران پیش از اسلام است. مجموعه‌ای بزرگ از قرآن‌ها و نسخه‌های خطی از همه دوره‌ها وجود دارد که قدیمی‌ترین آنها مربوط به قرن هفتم میلادی است. از قرآن‌های مهم گرفته تا نسخه‌های خطی نادر مانند کتاب ابویوسف کندی در مورد نورشناسی و یک برگ از شاهنامه تهماسبی نمونه‌هایی از آثار گسترده این موزه است.
موزه طارق رجب به‌طور کامل توسط خانواده رجب تأمین مالی می‌شود و امروزه نسل سوم این خانواده به‌طور فعال در اداره و مدیریت آن مشارکت دارند.

## تاریخچه
سفر طارق السید رجب به سوی مجموعه‌داری با سفری به بغداد در دهه ۱۹۴۰، در سن چهارده سالگی، آغاز شد و سپس در دهه ۱۹۵۰ به جمع‌آوری کتاب و نسخه خطی در انگلستان پرداخت. او در دوران دانشجویی، از دفتر آموزش کویت در لندن کمک هزینه هفتگی دریافت می‌کرد که بخش عمده آن را صرف خرید کتاب می‌کرد. دفتر آموزش بسیار حمایتگر بود و اغلب بدون هیچ سؤالی هزینه خرید کتاب را به او بازمی‌گرداند و آنها را آموزشی می‌دانست. تا دهه ۱۹۶۰، طارق و همسرش جهان به‌طور گسترده با ماشین به سراسر خاورمیانه سفر کرده بودند و گاهی حتی به انگلستان نیز می‌رفتند. وی یک سالی که در دانمارک زندگی می‌کرد سفر خود را به این کشور با خودرو انجام می‌داد. در طول این سفرهای طولانی، آنها شروع به جمع‌آوری اقلام از فروشندگان در شهرهایی مانند دمشق و استانبول و همچنین از روستاهای دورافتاده سوریه، فلسطین و ایران کردند. جهان با علاقه انسان‌شناسی خود به مردم و فرهنگ‌ها، نقش مهمی در این تلاش‌ها ایفا کرد.
هدف از این سفرها نه تنها لذت بردن، بلکه عکاسی نیز بود. و در کنار آن جمع‌آوری آثار فرهنگی برای کمک به حفظ جنبه‌هایی از فرهنگ‌های مختلف که در اثر مدرنیزاسیون سریع از بین رفته بودند. در آن روزها، سیستم‌های جاده‌ای مدرن در بسیاری از کشورهایی که از آنها بازدید می‌کردند، ساخته نشده بود، بنابراین طارق و جهان اغلب از جاده‌های ناهموار، از میان کوه‌ها عبور می‌کردند و در کنار روستاها و قبایل اردو می‌زدند. آنها با مردم محلی ملاقات می‌کردند و اغلب موفق می‌شدند آثار باستانی را مستقیماً از آنها خریداری کنند. در دهه ۱۹۶۰، استانبول به اندازه امروز توریستی نبود و به آنها اجازه می‌داد اشیاء جالب بسیاری، به ویژه اقلام قومی را پیدا کنند که در آن زمان افراد کمی به آنها علاقه داشتند.
ایده ساخت موزه هنر اسلامی از طارق رجب در دوران تصدی او به عنوان مدیر موزه‌ها و آثار باستانی کویت در دهه ۱۹۶۰، که در آن زمان شاخه‌ای از وزارت آموزش و پرورش بود، سرچشمه گرفت. با وجود پیشنهادهای مکرر او، رغبت کمی از سوی مدیران مافوقش نشان داده شد و هیچ بودجه‌ای برای چنین پروژه‌ای اختصاص داده نشد. با این حال، طارق علاقهٔ واقعی به هنرهای جهان اسلام پیدا کرده بود و در اوایل دههٔ ۱۹۷۰، او به‌طور جدی شروع به جمع‌آوری آثار کرد. با افتتاح مدرسه جدید انگلیسی، طارق زمان بیشتری برای سفر و شرکت در حراجی‌های لندن داشت. او اقلامی را از حراجی مانند ساتبیز، کریستیز، بونامز و دیگران خریداری می‌کرد.
طارق همچنین در حراج‌های بریتانیا شرکت می‌کرد و آثار باستانی مانند نسخه‌های خطی، سرامیک، فلزکاری و شیشه را خریداری می‌کرد. شهرت روزافزون او در بازار باعث شد چندین دلال به او مراجعه کنند و او بتواند آثار باستانی جالب متعددی از جمله جواهرات میناکاری شده سلطان بخارا را که در حال حاضر در معرض نمایش هستند، به دست آورد.

## نگارخانه

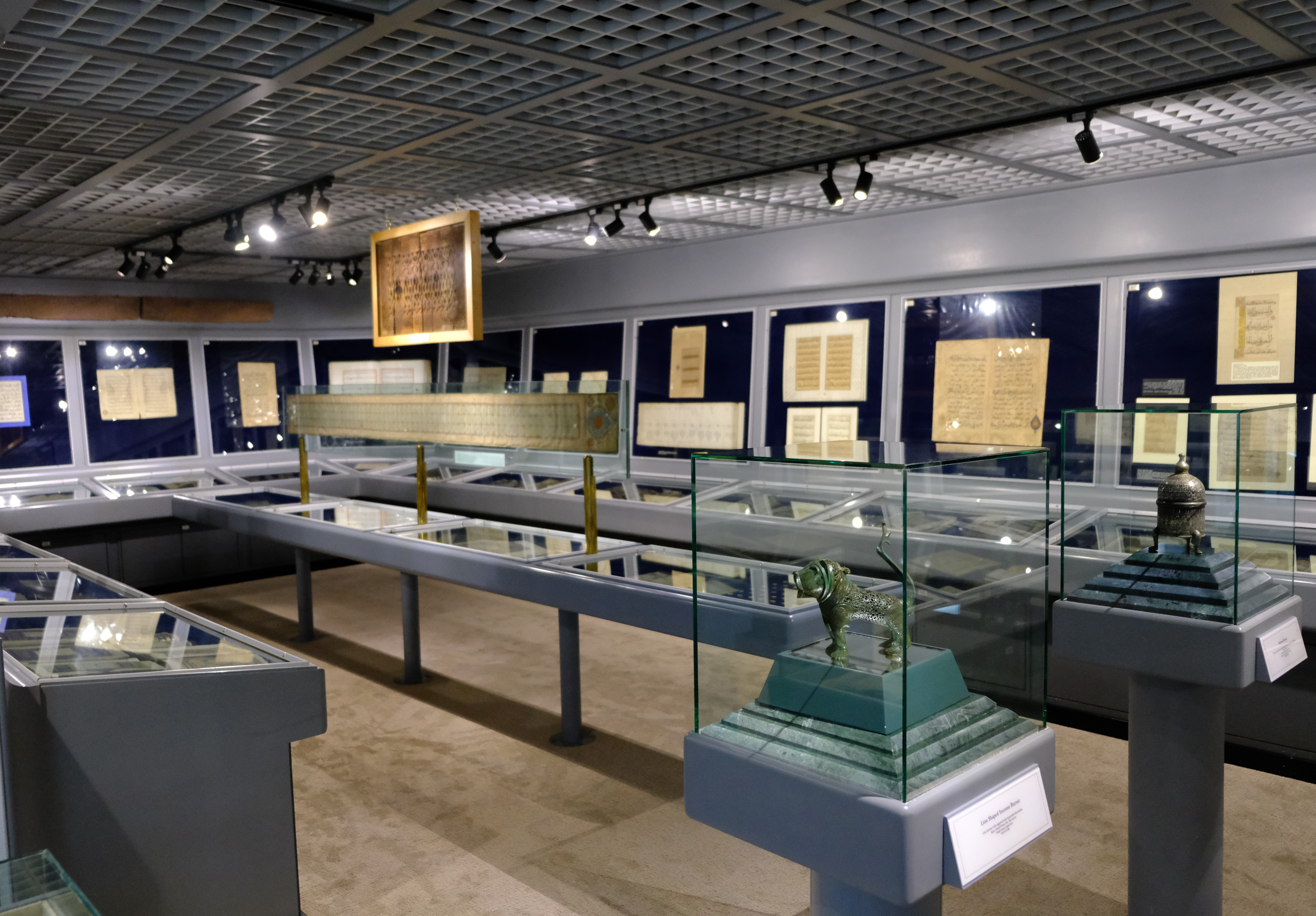
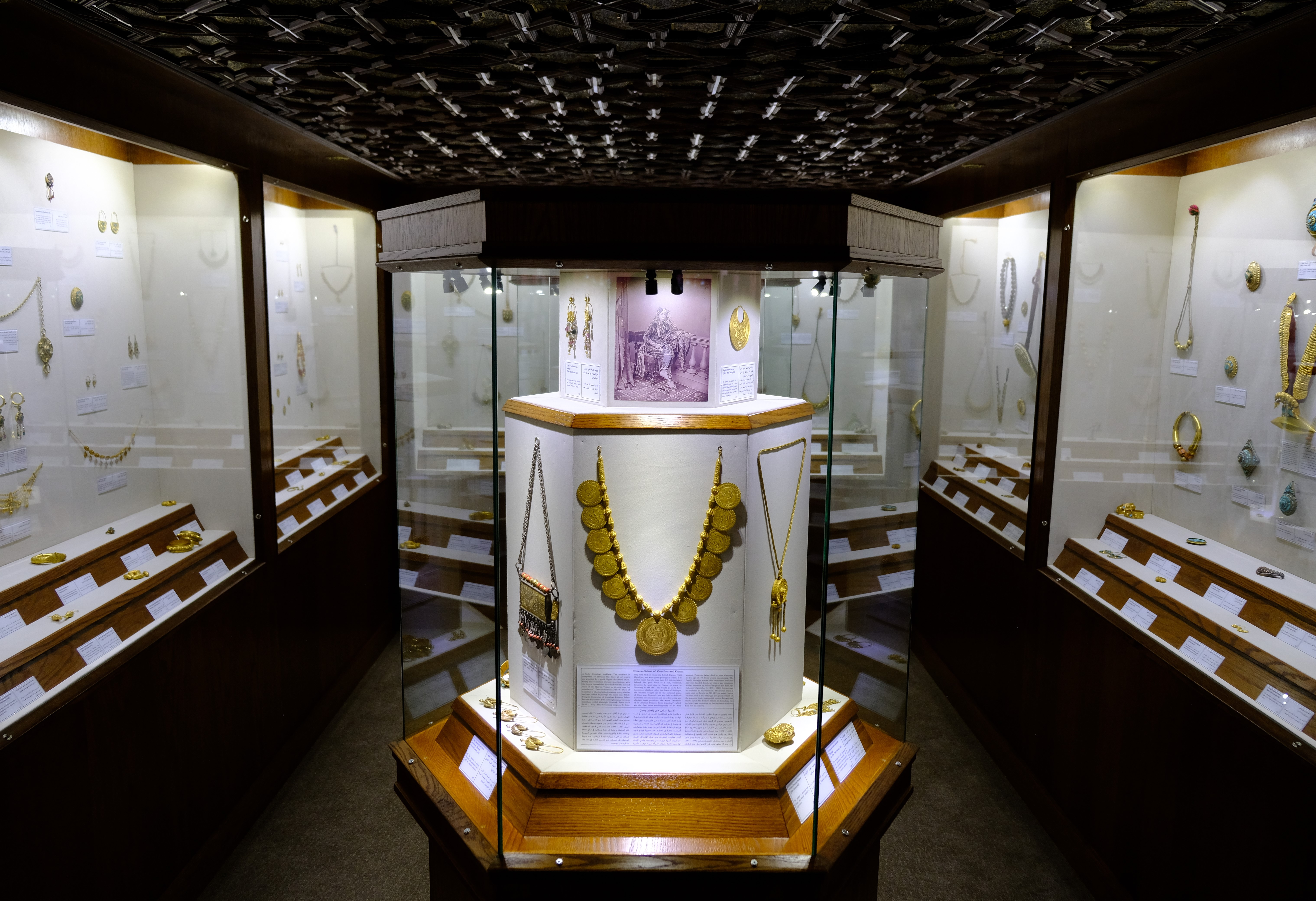
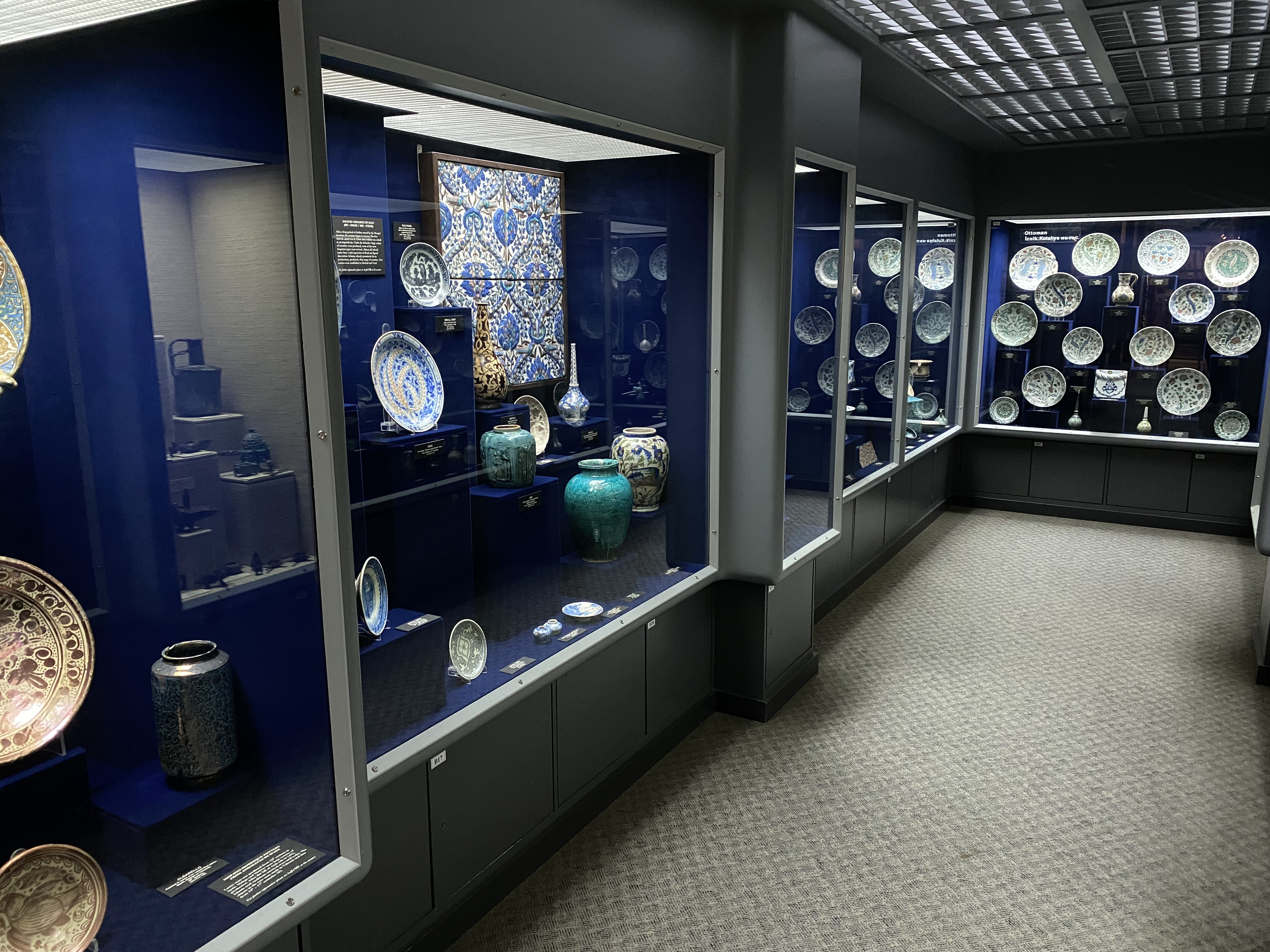
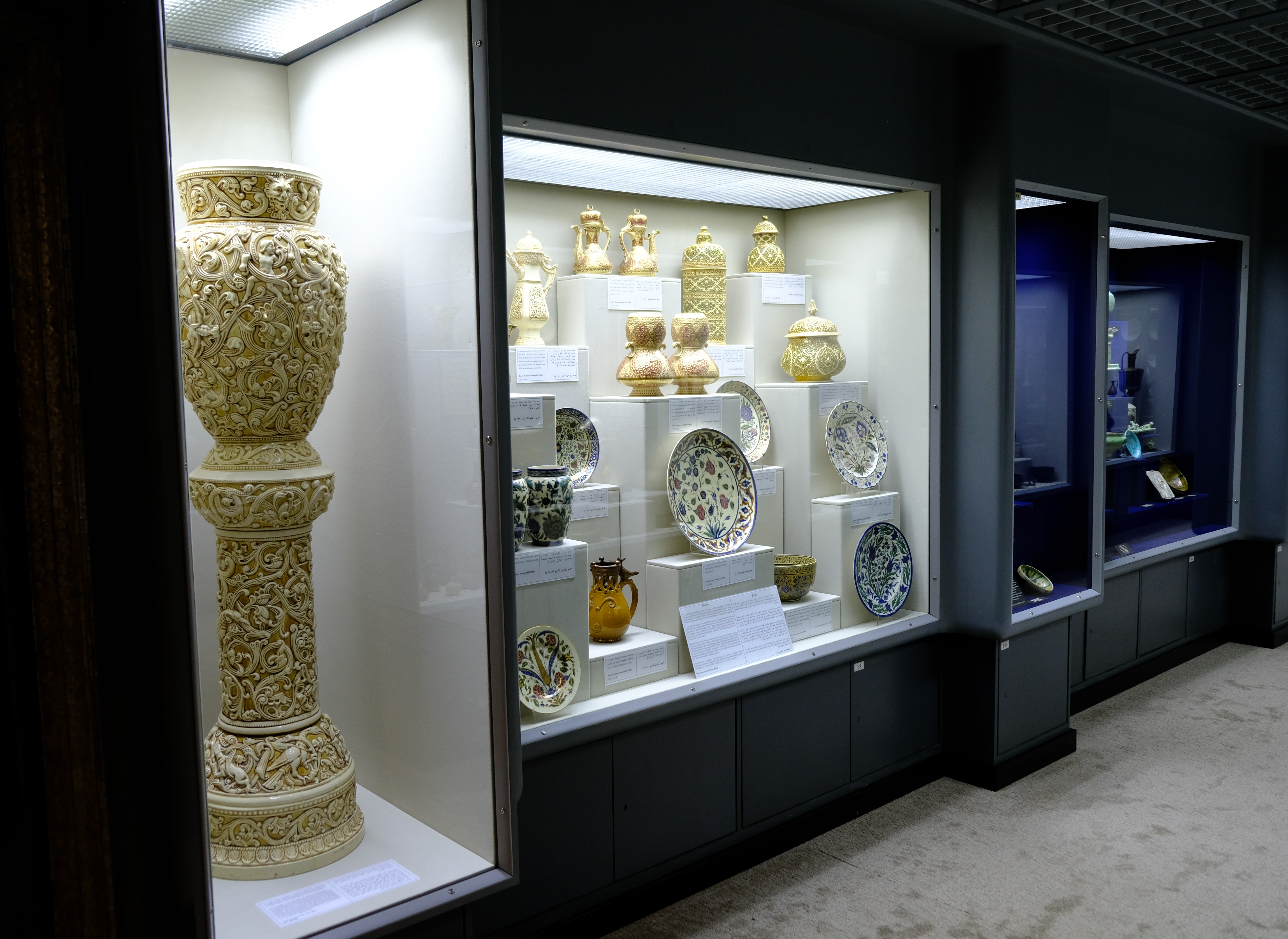
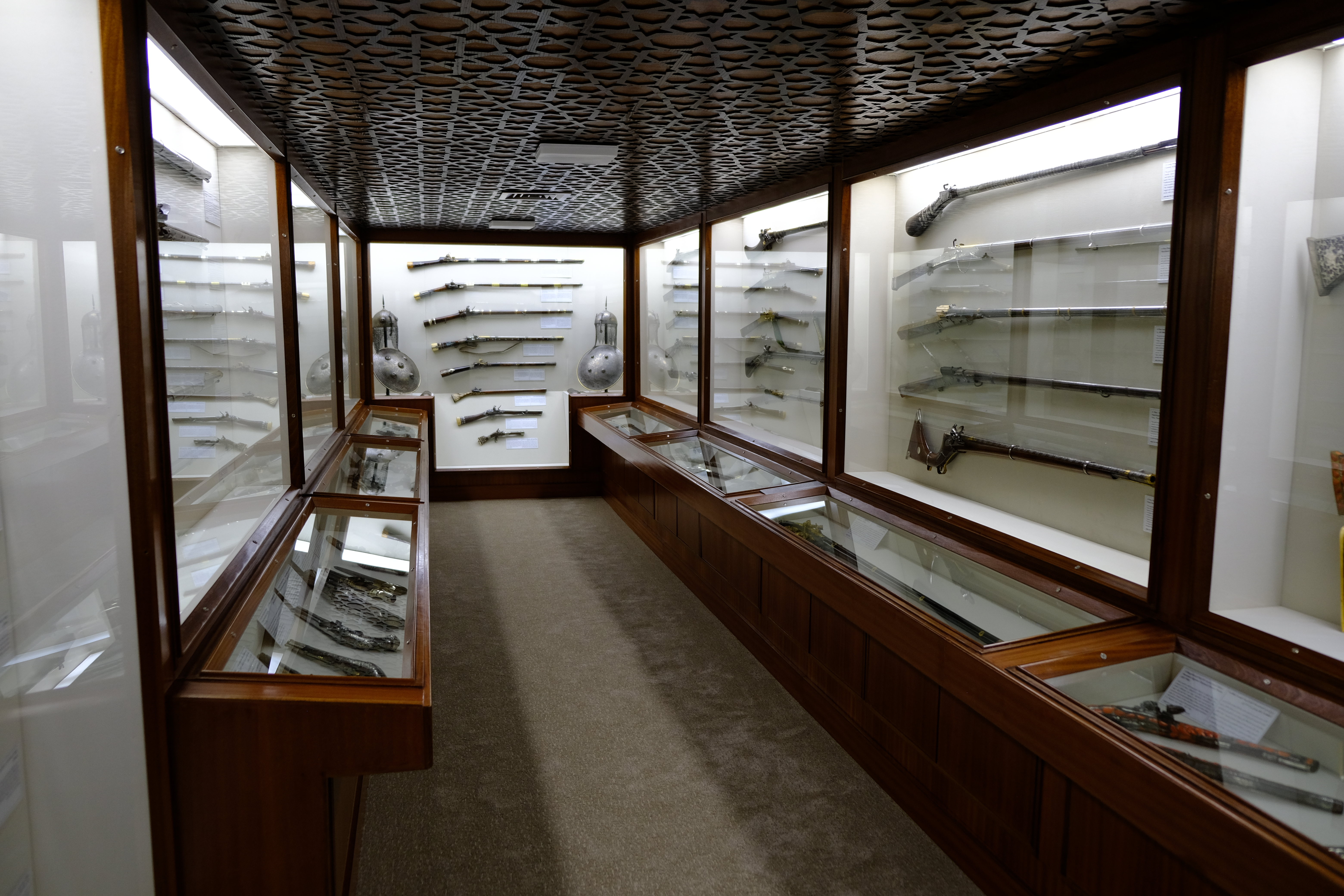
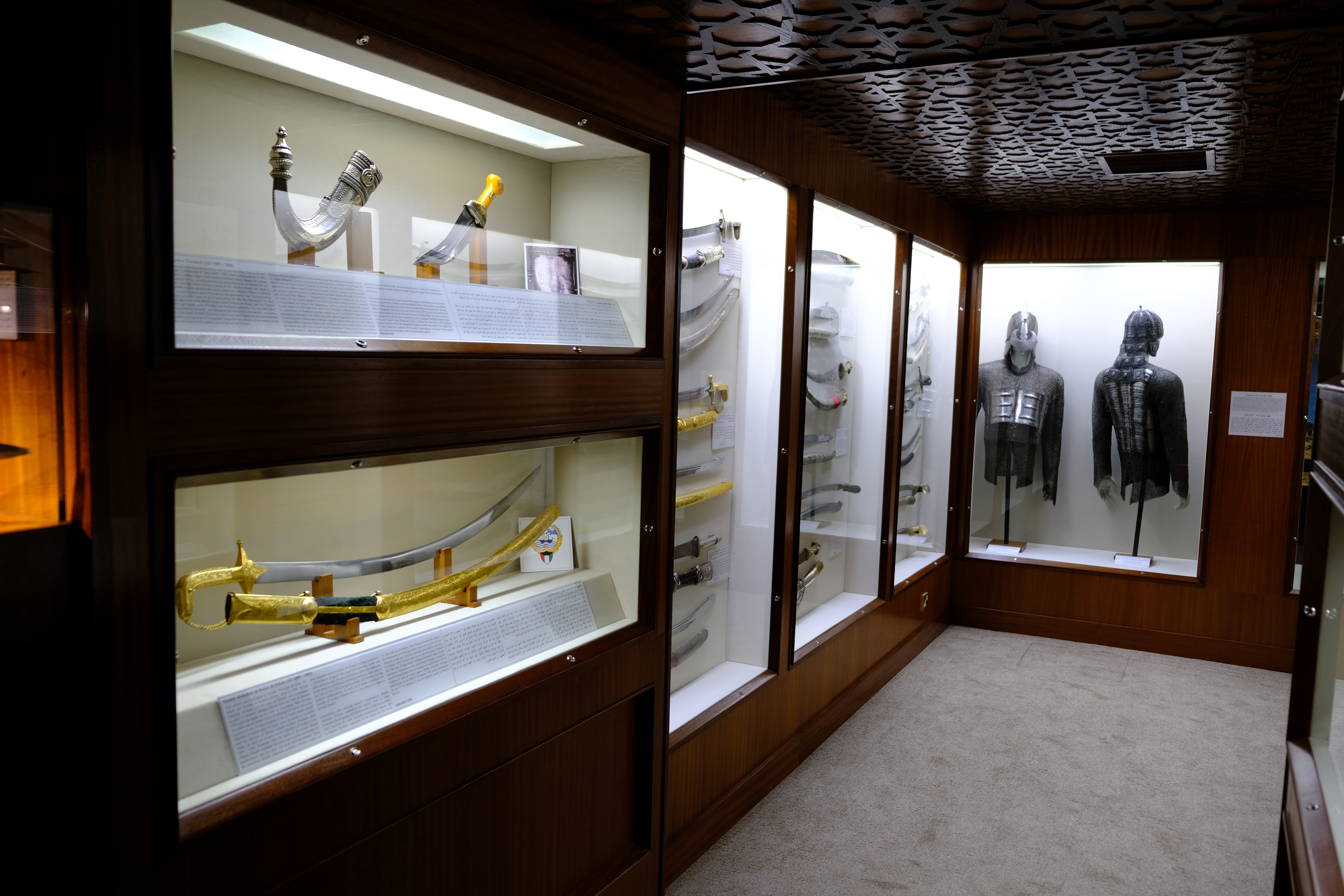
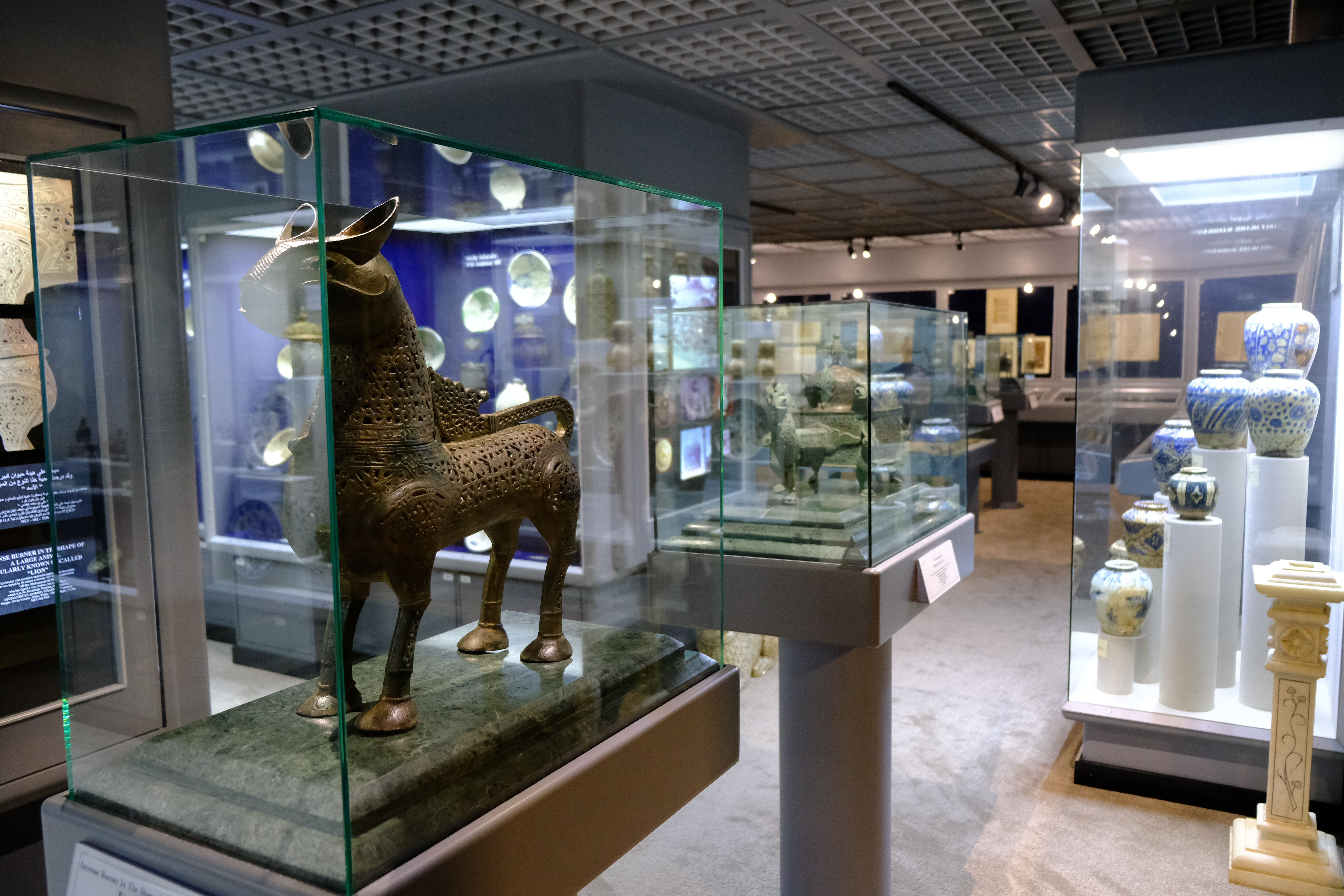
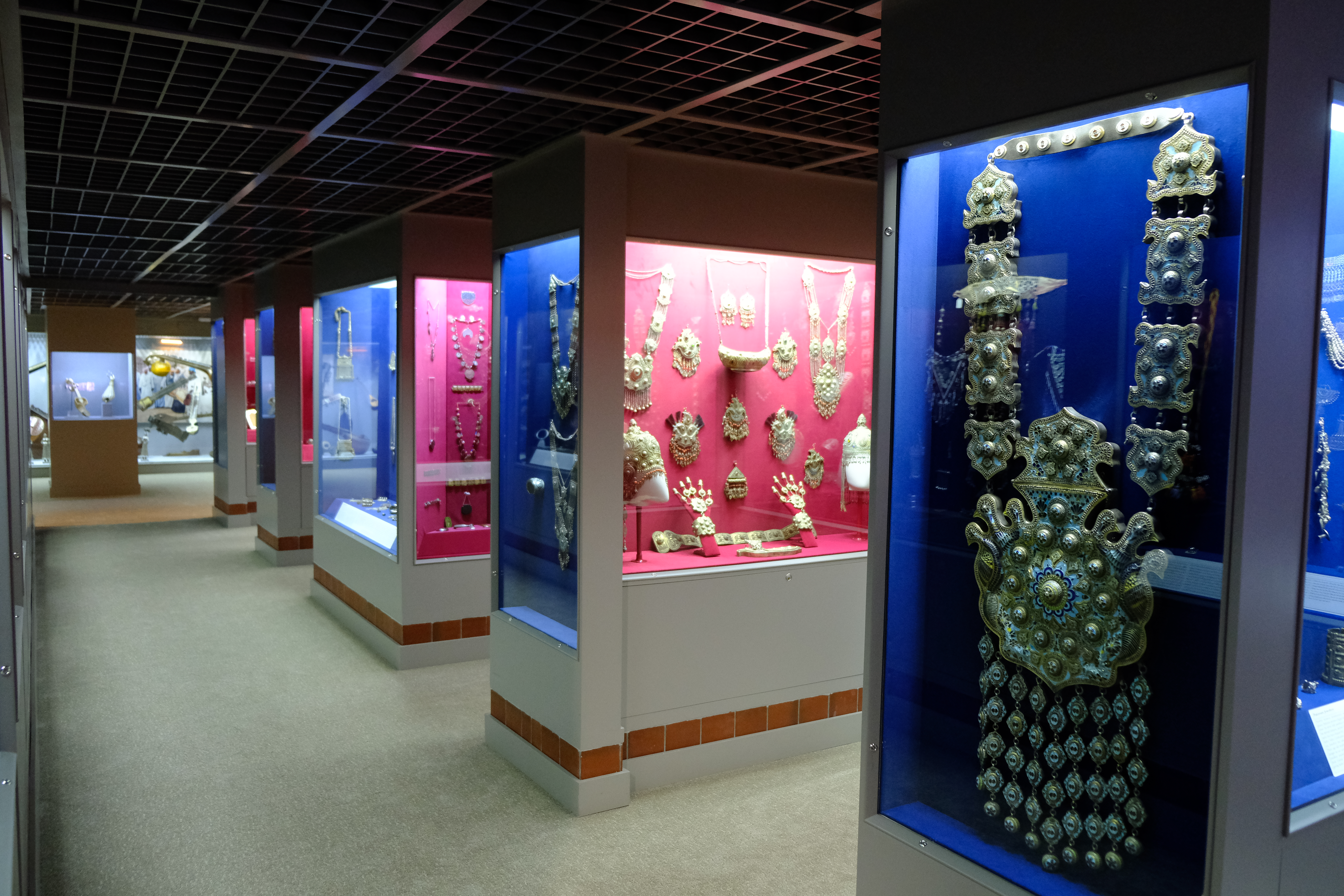
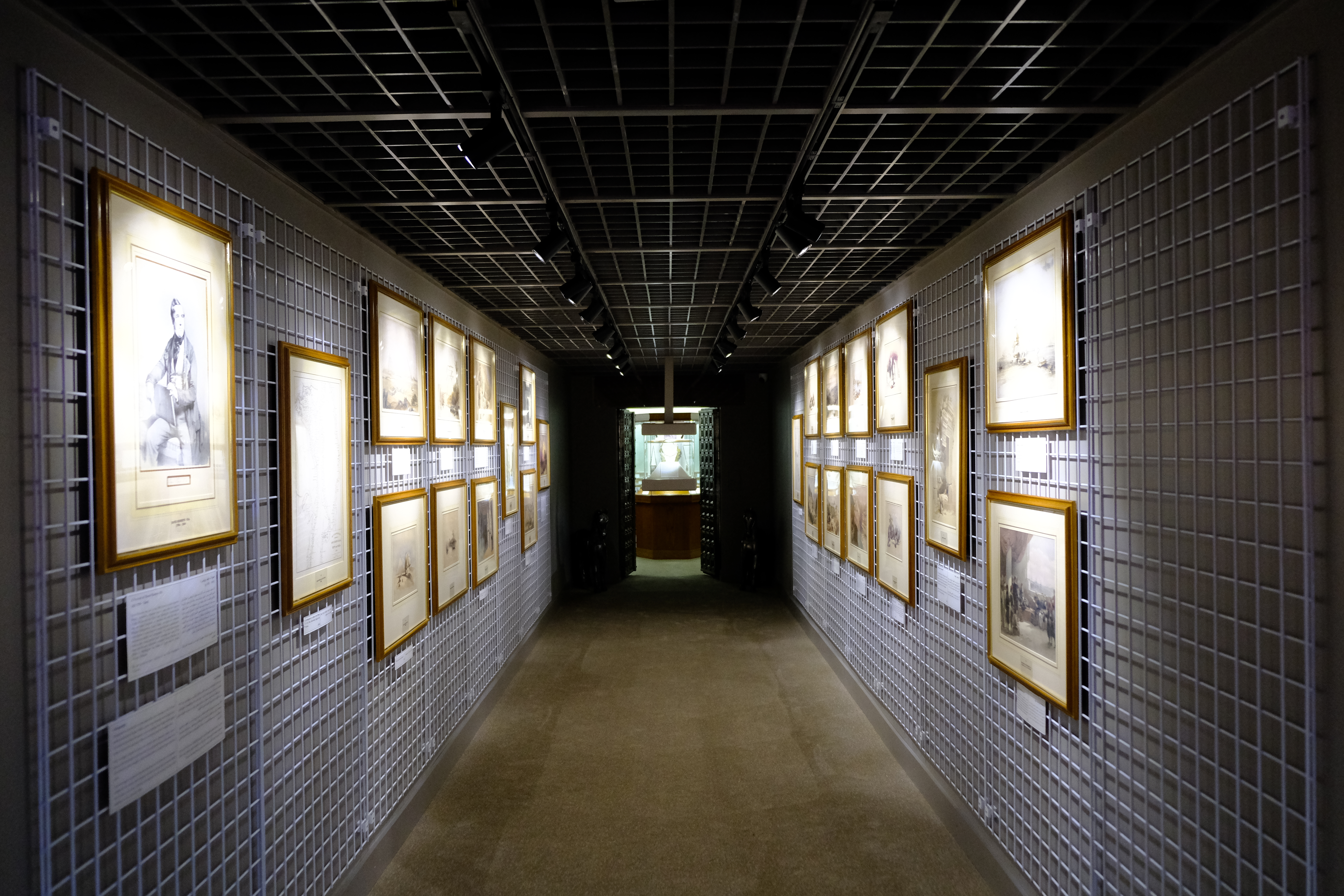
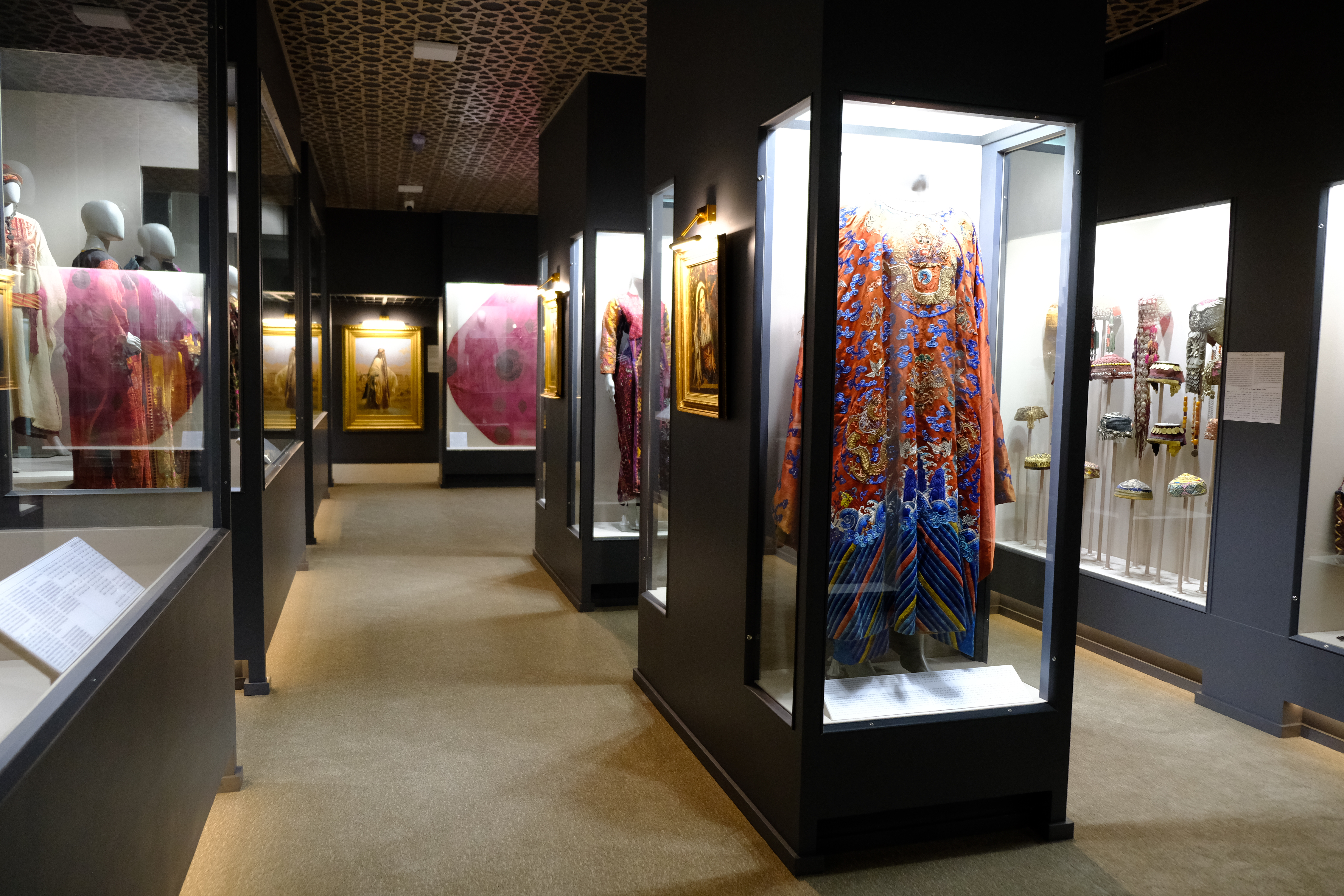
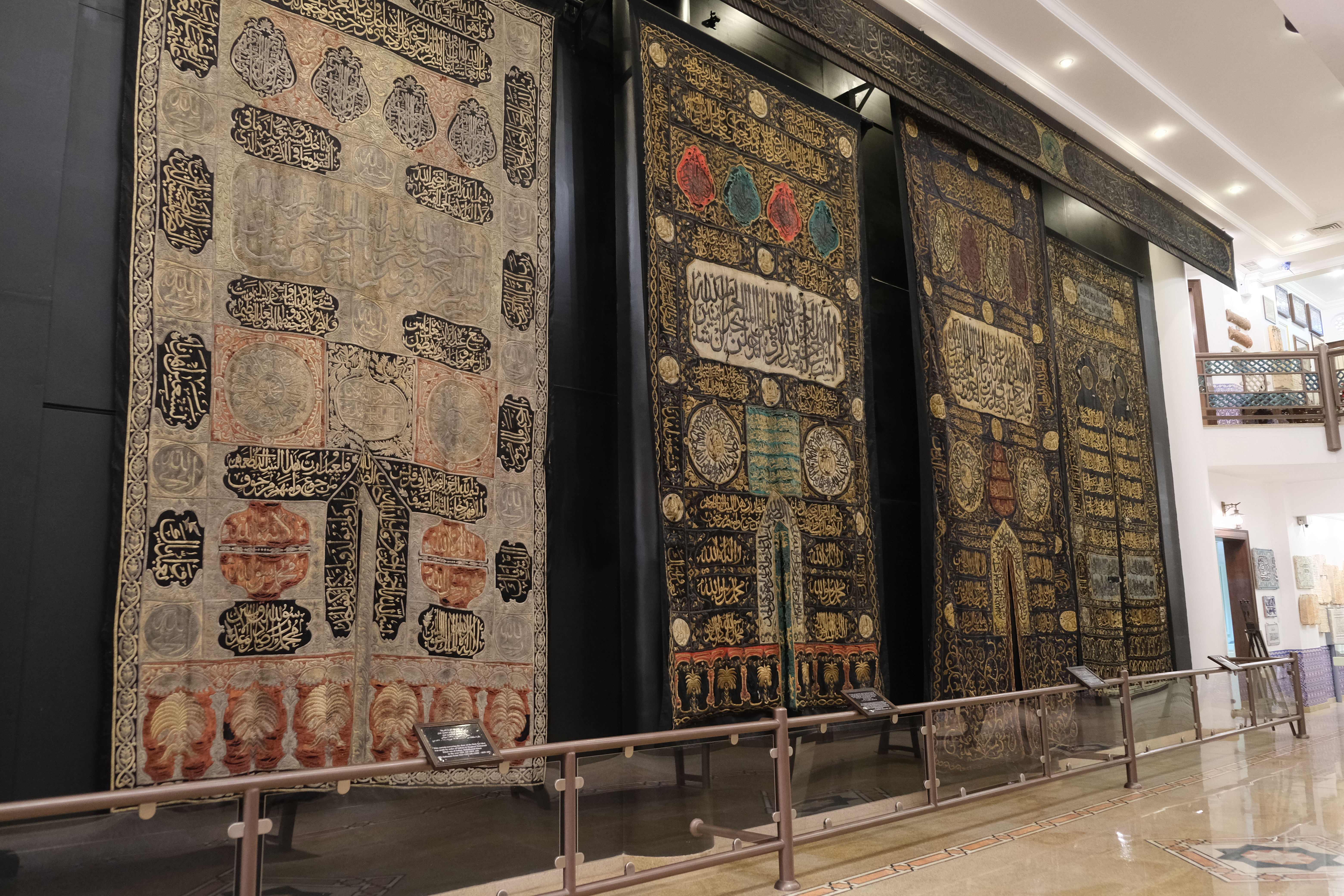